# Список королів піктів
Відомості про володарів Піктського королівства ґрунтуються на Хроніці піктів, яка була складена за правління шотландського короля Кеннета II МакАльпіна (971-995 роки). За весь час існування королівства піктів тут панувала одна династія. Влада передавалася по жіночій лінії. Мала тісні династичні зв’язки з династіями королівства Дал Ріади. У 843-847 роках Кеннет I приєднав королівство піктів до Дал Ріади.

## Королі піктів
- Друст I, 413—480
- Талорк I , 480—484
- Нехтон I , 484—508
- Друст II, 508—538
- Галан I , 538—550
- Друст III , 550—555
- Друст IV, 550—560
- Гартнарт I, 560—567
- Кейлтрам I, 567—568
- Талорк II, 568—578
- Друст V, 578—579
- Галам Кенналеф I, 579-580
- Бруде I , 556—586
- Гартнарт II, 586—597
- Нехтон II , 597—620
- Кініох I , 620—631
- Гартнарт III, 631—635
- Бруде II, 635—641
- Талорк III , 641—653
- Талоркан I , 653—657
- Гартнарт IV , 657—663
- Друст VI , 663—672
- Бруде III, 672—693
- Таран I , 693—697
- Бруде IV, 697—706
- Нехтон III , 706—724
- Друст VII, 724—726
- Альпін I , 726—728
- Нехтон III, 728—732
- Енгус I ,732—761
- Бруде V , 761—763
- Кініод I , 763—775
- Альпін II, 775—780
- Талоркан II, 780—782
- Друст VIII, 782—787
- Конал I , 787—789
- Костянтин I ,790—820
- Енгус II, 820—834
- Друст IX, 834—836
- Еоган I, 836—839
- Вурад I , 839—842
- Бруде VI, 842
- Кініод II, 842—843
- Бруде VII, 843—845
- Друст X, 845—847